# Bahnstrecke Paharat–Sarahs
| Streckenlänge: | 122 km                   |                                         |                                         |
| Spurweite: | 1520 mm (Russische Spur) |                                         |                                         |
| |                          |                                         |                                         |
| \| \| \| Transkaspische Eisenbahn von Aşgabat \| \| \| \| \| Tejen \| \| \| \| \| Göksüýri \| \| \| \| \| Paharat Şäherçesi \| \| \| \| \| Kilometer 5 \| \| \| \| \| Transkaspische Eisenbahn nach Taschkent \| \| \| \| \| Oguzhan \| \| \| \| \| Howuzhan \| \| \| \| \| Ata \| \| \| \| \| Sarahs \| \| \| \| \| Turkmenistan / Iran \| Tejen \| \| \| \| Nord-Süd-Eisenbahn (Iran) \| \| \| \| \| \| \| \| Quellen: [1] \| \| \| \| |                          |                                         |                                         |
| Strecke |                          | Transkaspische Eisenbahn von Aşgabat    | Transkaspische Eisenbahn von Aşgabat    |
| Bahnhof |                          | Tejen                                   | Tejen                                   |
| Bahnhof |                          | Göksüýri                                | Göksüýri                                |
| Bahnhof |                          | Paharat Şäherçesi                       | Paharat Şäherçesi                       |
| Abzweig geradeaus, nach links und von links · Strecke von rechts |                          | Kilometer 5                             | Kilometer 5                             |
| Strecke · Strecke nach links |                          | Transkaspische Eisenbahn nach Taschkent | Transkaspische Eisenbahn nach Taschkent |
| Dienststation / Betriebs- oder Güterbahnhof |                          | Oguzhan                                 | Oguzhan                                 |
| Dienststation / Betriebs- oder Güterbahnhof |                          | Howuzhan                                | Howuzhan                                |
| Dienststation / Betriebs- oder Güterbahnhof |                          | Ata                                     | Ata                                     |
| Dienststation / Betriebs- oder Güterbahnhof |                          | Sarahs                                  | Sarahs                                  |
| Grenze auf Brücke über Wasserlauf |                          | Turkmenistan / Iran                     | Tejen                                   |
| Strecke |                          | Nord-Süd-Eisenbahn (Iran)               | Nord-Süd-Eisenbahn (Iran)               |
| |                          |                                         |                                         |
| Quellen: |                          |                                         |                                         |

Die eingleisige Bahnstrecke Paharat–Sarahs (offiziell auch als Bahnstrecke Tedjen–Maschhad bezeichnet) ist eine von zwei Verbindungen des turkmenischen Eisenbahnnetzes mit dem des Iran. Sie gehört zum Netz der turkmenischen Staatsbahn, Türkmenistanyň Demir ýol (TDÝ).

## Geografische Lage
Die Strecke zweigt im Bahnhof Paharat Şäherçesi an der Transkaspischen Eisenbahn ab und führt von dort nach Süden bis zur turkmenischen Staatsgrenze mit dem Iran. Der turkmenische Grenzbahnhof ist Sarahs, der iranische heißt Sarachs. Dort mündet die Strecke in die iranische Nord-Süd-Bahn, die seit 1996 bis dorthin führt.

## Technische Parameter
Die Strecke ist in russischer Breitspur (1520 mm) errichtet. Sie ist 122 km lang, eingleisig und nicht elektrifiziert. Sie wurde für eine Kapazität von 30 Zugpaaren pro Tag ausgelegt und die Kapazität des Grenzbahnhofs zum Iran beträgt 3,5 Mio t im Jahr. In Sarahs gibt es eine Umspuranlage zum Umsetzen der Güterwagen auf das in Normalspur gebaute iranische Netz.

## Geschichte
Die Bahnstrecke wurde von 1992 bis 1996 errichtet und anfangs im Güter- und Personenverkehr befahren. Heute (2022) wird Personenverkehr aber nicht mehr angeboten. Im Güterverkehr werden hier vor allem Ölprodukte, Baumwolle und Baumaterialien befördert.